# NGC 2101
NGC 2101 è una galassia irregolare situata nella costellazione del  Pittore, a una distanza di circa 43 milioni di anni luce dalla nostra Via Lattea.

## Scoperta
La galassia è stata scoperta il 9 gennaio 1837 dall'astronomo britannico John Herschel.

## Descrizione
NGC 2101 ha una classe di luminosità V-VI e presenta una larga riga a 21 cm dell'idrogeno neutro.
Data la sua luminosità superficiale pari a 14,34, NGC 2101 può essere classificata come una galassia a bassa luminosità superficiale (nella letteratura in lingua inglese abbreviata in LSB, acronimo di Low Surface Brightness). Le galassie LSB sono galassie di tipo diffuso (D) con una luminosità superficiale inferiore di almeno una magnitudine a quella del cielo notturno circostante.